# Косма (річка)
Косма — річка в Костопільському районі Рівненської області, права притока Горині (басейн Дніпра).

## Опис
Довжина річки приблизно 7 км. Висота витоку над рівнем моря — 175 м, висота гирла — 162 м, падіння річки — 13 м, а похил — 1,86 м/км. Формується з багатьох безіменних струмків та водойм.

## Розташування
Бере початок на південно-західному боці від села Олександрівки. Тече переважно на північний захід і в селі Космачів впадає до річки Горинь, праву притоку Прип'яті.